# Кочово
Ко́чово (болг. Кочово) — село в Шуменській області Болгарії. Входить до складу общини Великий Преслав.

## Населення
За даними перепису населення 2011 року у селі проживали 688 осіб.
Національний склад населення села:
| Національність   | Кількість осіб | Відсоток |
| ---------------- | -------------- | -------- |
| болгари          | 289            | 52,2%    |
| турки            | 256            | 46,2%    |
| інша             | 3              | 0,5%     |
| Всього відповіли | 554            |          |

Розподіл населення за віком у 2011 році:
Динаміка населення: